# Laatzke
Laatzke ist ein Ortsteil der Ortschaft Berge der Hansestadt Gardelegen im Altmarkkreis Salzwedel in Sachsen-Anhalt.

## Geografie
Laatzke, ein Rundplatzdorf, liegt einen Kilometer nördlich von Berge und etwa fünf Kilometer nordwestlich von Gardelegen in der Altmark. Östlich des Dorfes fließt die Berger Bäcke in nordöstliche Richtung in die Milde.

## Geschichte

### Mittelalter bis Neuzeit
Die erste urkundliche Erwähnung von Laatzke als Latzke stammt aus dem Jahre 1449, als die von Alvensleben ihre Einnahmen von acht Höfen an das Kloster Neuendorf vertauschten.
Später kaufte das Große Hospital zu Heiligen Geist in Gardelegen das Dorf. Weitere Erwähnungen stammen aus 1460 achter dem dorpe Latzke, 1541 Loßcke und Laetzke. Im Jahre 1804 wird das Dorf Laatzke und Latsche genannt.
Bei der Bodenreform im Jahre 1945 wurden fünf Besitzungen über 100 Hektar mit zusammen 574 Hektar und 25 unter 100 Hektar mit zusammen 214 Hektar sowie eine Gemeindebesitzung mit vier Hektar erfasst. Aus der Bodenreform wurden 62,7 Hektar aufgeteilt. 10,1 Hektar gingen an fünf landarme Bauern mit Besitz unter fünf Hektar, 3,3 Hektar auf einen landlosen Bauern und Kleinpächter. 49,1 Hektar erhielten fünf Umsiedler.

### Andere Erwähnungen
Der Historiker Peter Rohrlach weist darauf hin, dass die von Wilhelm Zahn genannte Ersterwähnung von 1356 laczeke das Dorf Laasche betrifft, sowie die von 1409 Latzke by Zeten von Beckmann und Hermes und Weigelt das Dorf Lotsche betrifft.

### Wüstung bei Laatzke
Wilhelm Zahn berichtete 1909 über eine Wüstung bei der „Steinhütte“ auf der Feldmark von Laatzke, 2,75 Kilometer westlich des Dorfes am Fuße der Hellberge. Besondere Kennzeichen einer untergegangenen Ortschaft sind nicht vorhanden.

### Eingemeindungen
Ursprünglich gehörte Laatzke zum Salzwedelischen Kreis der Mark Brandenburg in der Altmark. Zwischen 1807 und 1813 lag es im Landkanton Gardelegen auf dem Territorium des napoleonischen Königreichs Westphalen. Ab 1816 gehörte die Gemeinde zum Kreis Gardelegen, dem späteren Landkreis Gardelegen.
Am 20. Juli 1950 wurde die Gemeinde Laatzke in die Gemeinde Berge eingemeindet. Mit der Eingemeindung von Berge in die Hansestadt Gardelegen am 1. Juli 2009 kam der Ortsteil Laatzke zu Gardelegen.

### Einwohnerentwicklung
| Jahr | Einwohner |
| ---- | --------- |
| 1734 | 69        |
| 1774 | 83        |
| 1788 | 82        |
| 1789 | 70        |
| 1801 | 84        |
| 1818 | 88        |

| Jahr | Einwohner |
| ---- | --------- |
| 1840 | 113       |
| 1864 | 111       |
| 1871 | 112       |
| 1885 | 106       |
| 1892 | [0]109    |
| 1895 | 128       |

| Jahr | Einwohner |
| ---- | --------- |
| 1900 | [0]119    |
| 1905 | 138       |
| 1910 | [0]147    |
| 1925 | 150       |
| 1939 | 132       |
| 1946 | 285       |

| Jahr | Einwohner |
| ---- | --------- |
| 2012 | [00]105   |
| 2017 | 110       |
| 2021 | [0]113    |
| 2022 | [0]105    |

Quelle, wenn nicht angegeben, bis 1946:

## Religion
Die evangelischen Christen aus Laatzke sind in die Kirchengemeinde Estedt eingemeindet, die früher zur Pfarrei Estedt gehörte. Heute gehört die Kirchengemeinde zum Pfarrbereich Estedt im Kirchenkreis Salzwedel im Propstsprengel Stendal-Magdeburg der Evangelischen Kirche in Mitteldeutschland. Bis 1998 hatte die Kirchengemeinde zum Kirchenkreis Gardelegen gehört.

## Kultur und Sehenswürdigkeiten
Im Dorf befindet sich ein Ortsfriedhof mit einer kleinen Trauerhalle und einem Gefallenendenkmal. Der heutige kommunale Friedhof war „den Laatzkern einst von den Bauern überlassen worden“.

## Verkehrsanbindung
Am westlichen Dorfrand führt die B 71 entlang, an der sich die Haltestelle der Linienbusse und Rufbusse der Personenverkehrsgesellschaft Altmarkkreis Salzwedel befindet.

## Sage – Der Gretenstein bei Laatzke
Alfred Pohlmann überlieferte 1901 diese Sage aus Laatzke. Auf eine Anhöhe namens Weißgretenberg befand sich früher ein großer Stein, der von 6 kleinen Steinen umgeben war. In Laatzke diente ein Kuhmädchen namens Grete, die immer sechs Rinder auf die Weide treiben musste. Eines Tages war sie ihrer Arbeit überdrüssig. Sie war auf der Weide beim späteren Weißgretenberg. Sie sprach: „Lewer mücht' ick, dat ick un' all' mien söß Köh' to Steen wär'n dähn, as dat ick hier länger Kohdirn spöälen sall!“ Und so geschah es. Hanns H. F. Schmidt vermutet auf der Anhöhe ein zerstörtes Großsteingrab.